# Gunnar Jørgensen (fodboldspiller)
 For alternative betydninger, se Gunnar Jørgensen (flertydig). (Se også artikler, som begynder med Gunnar Jørgensen)
Gunnar Jørgensen (født 5. januar 1925) var en dansk fodboldspiller.

## Karriere
Gunnar Jørgensen spillede center half i Vejle Boldklub, hvor han opnåede 160 kampe og scorede 11 mål. I 1958 var han med i klubbens hidtil største triumf, da VB vandt både Danmarksmesterskabet og DBU's landspokalturnering – dermed blev Vejle Boldklub den første klub til at vinde "The Double". Pokaltriumfen blev fulgt op i 1959, hvor Gunnar Jørgensen spillede i de to finaler mod AGF.
Gunnar Jørgensen sad i museumsudvalget for Vejle Boldklubs Museum.